# École supérieure de jeunes filles
« Lycée Georges-de-la-Tour » redirige ici. Pour l'établissement scolaire actuel, voir Cité scolaire Georges-de-La-Tour.
L'École supérieure de jeunes filles (en allemand Höhere Mädchenschule), actuel lycée Georges-de-La-Tour, est un édifice destiné à l'enseignement supérieur, construit pendant la première annexion allemande. Situé sur la place de la reine Louise, arrière-grand-mère du Kaiser et héroïne de la résistance à la domination Française,("Königin Luise Platz" , actuelle place de Maud'huy),  dans le quartier impérial de Metz, l'établissement porte aujourd'hui le nom du peintre Georges de La Tour, né à Vic-sur-Seille en Moselle. Le lycée et le collège Georges-de-La-Tour forment aujourd'hui la cité scolaire Georges-de-la-Tour.

## Contexte historique
Pendant l'annexion, Metz se transforme sous l’action des autorités allemandes qui décident de faire de son urbanisme une vitrine de l’empire wilhelmien. L’éclectisme architectural se traduit par l’apparition de nombreux édifices de style néoroman, tels la poste centrale, le temple neuf ou la nouvelle gare ferroviaire ; de style néogothique tels le portail de la cathédrale et le temple de Garnison, ou encore de style néorenaissance tel le palais du Gouverneur. La Höhere Mädchenschule illustre cette politique de germanisation par l'architecture, déployée par Guillaume II, pour asseoir son emprise sur la ville. À l’origine, l’établissement donnait sur la place de la Reine-Louise

## Construction et aménagements
La décision de doter la ville de Metz d’une Höhere Mädchenschule, une école supérieure de jeunes filles, est prise en janvier 1906. Les travaux sont dirigés par les architectes de la ville de Metz, Hermann Demet et Conrad Wahn. Ils font le choix du style néobaroque. Répondant aux critères édictés par l'architecture de l'époque, « Wahrheit, Klarheit, Licht und Luft » (vérité, clarté, lumière et air), l'édifice est doté des aménagements les plus modernes pour l'époque. Un gymnase, ou Turnhalle, équipé d'appareils de gymnastique, est ainsi prévu pour permettre aux jeunes filles de pratiquer une activité sportive au sein de l'établissement.

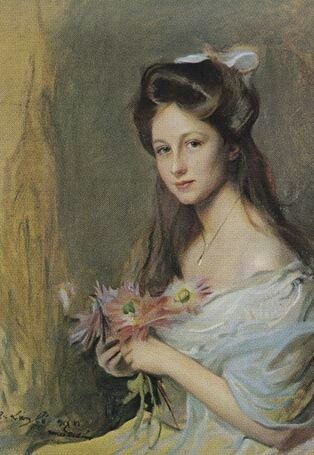
La princesse Victoria-Louise de Prusse à l'âge de 16 ans (1908)

Le samedi 30 avril 1910, l’Empereur Guillaume II, accompagné de l’Impératrice Augusta-Victoria et de leur fille, la princesse Victoria-Louise de Prusse, qui avait le même âge que les lycéennes, visitent l’école supérieure, qui sera inauguré officiellement le 29 juillet 1910.
L’école de jeunes filles ouvre ses portes à 474 élèves et trente enseignants. Les cours sont évidemment dispensés en allemand, sauf pour l’enseignement religieux. En plus des cours habituels, il abritera successivement dans ses murs une école normale puis une école de commerce. En 1918, Metz redevient Française. 
Entre 1932 et 1933, une aile supplémentaire sera construite le long de la rue Rabelais, sur les plans de l’architecte Théophile Dedun, afin de répondre au nombre toujours croissant d’élèves. Dans le grand hall d’entrée, se trouvant au-dessus d’une belle fontaine, une fresque représentant des enfants jouant dans une cour d’école a été peinte en 1932 par Hélène Delaroche, épouse de Nicolas Untersteller.

## Affectations successives
Dès 1914, l’établissement scolaire est investi par les autorités militaires et transformé en Festungslazarett, un hôpital militaire de place-forte. Il retrouve sa vocation scolaire en octobre 1919, après le retour du district de Lorraine à la France. En 1930, le lycée est nationalisé et l’enseignement secondaire y trouve une place prépondérante. On le nomme alors simplement lycée Maud'huy. 
Au cours de la Seconde annexion, l’établissement héberge de nouveau un hôpital militaire, ainsi que des bureaux de la Gestapo. À l'issue de la bataille de Metz, le 21 novembre 1944, l’armée américaine y installe des bureaux. Le bâtiment est rendu à sa destination première en janvier 1945. 
L'édifice fait aujourd'hui partie de la Cité scolaire Georges-de-La-Tour.

## Galerie d'images

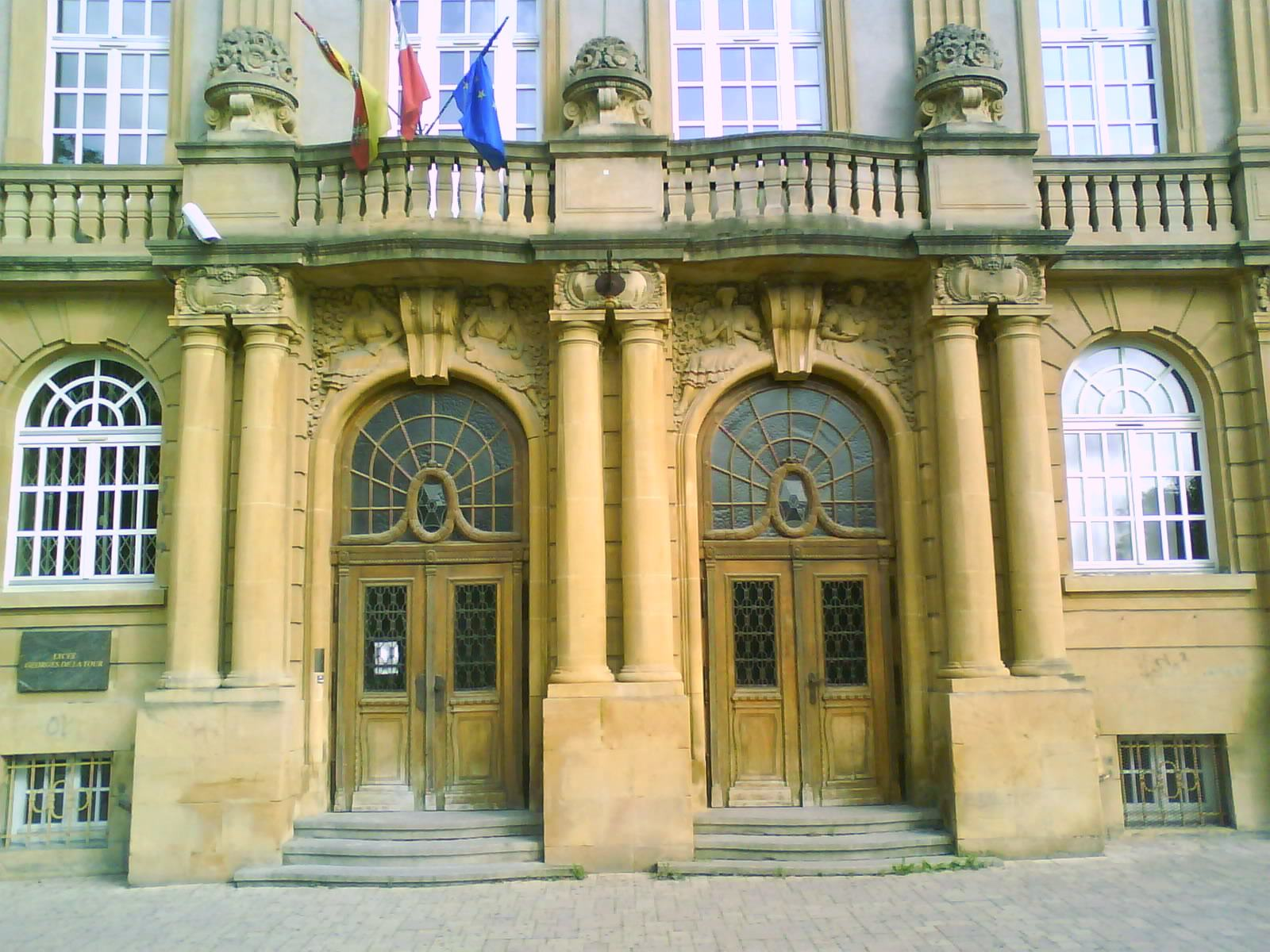
Entrée principale
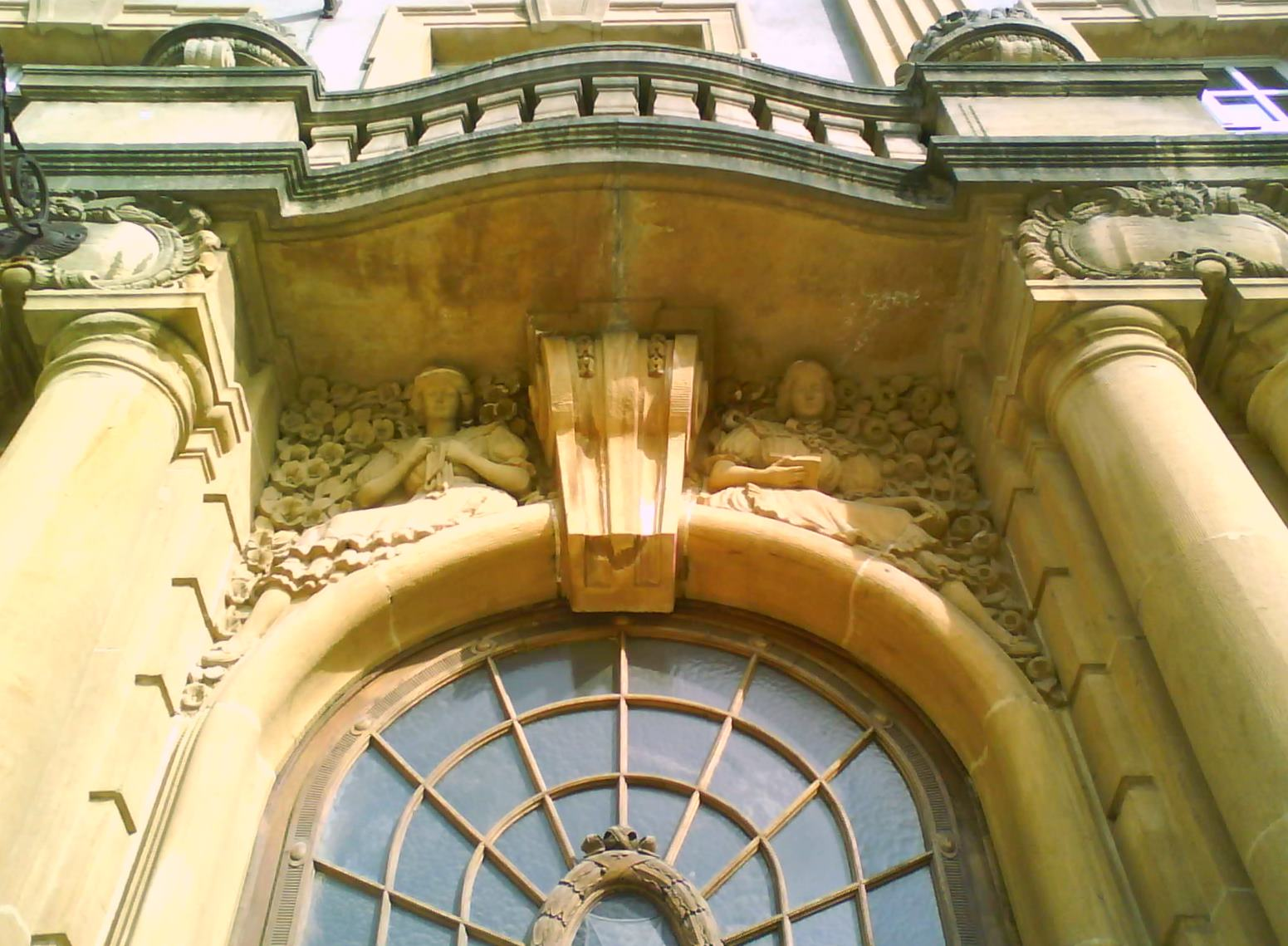
Détail de l’entrée
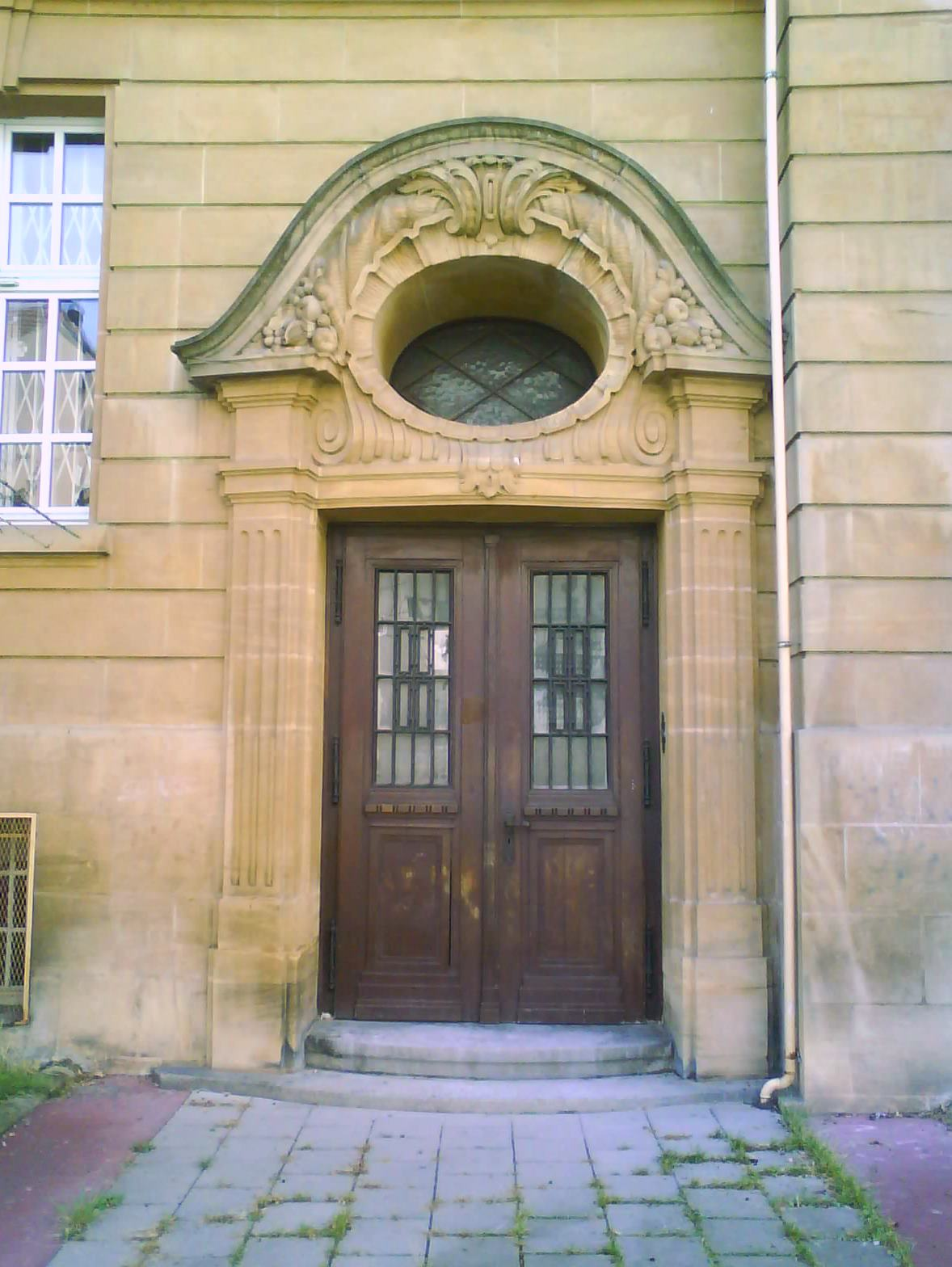
Une porte du lycée
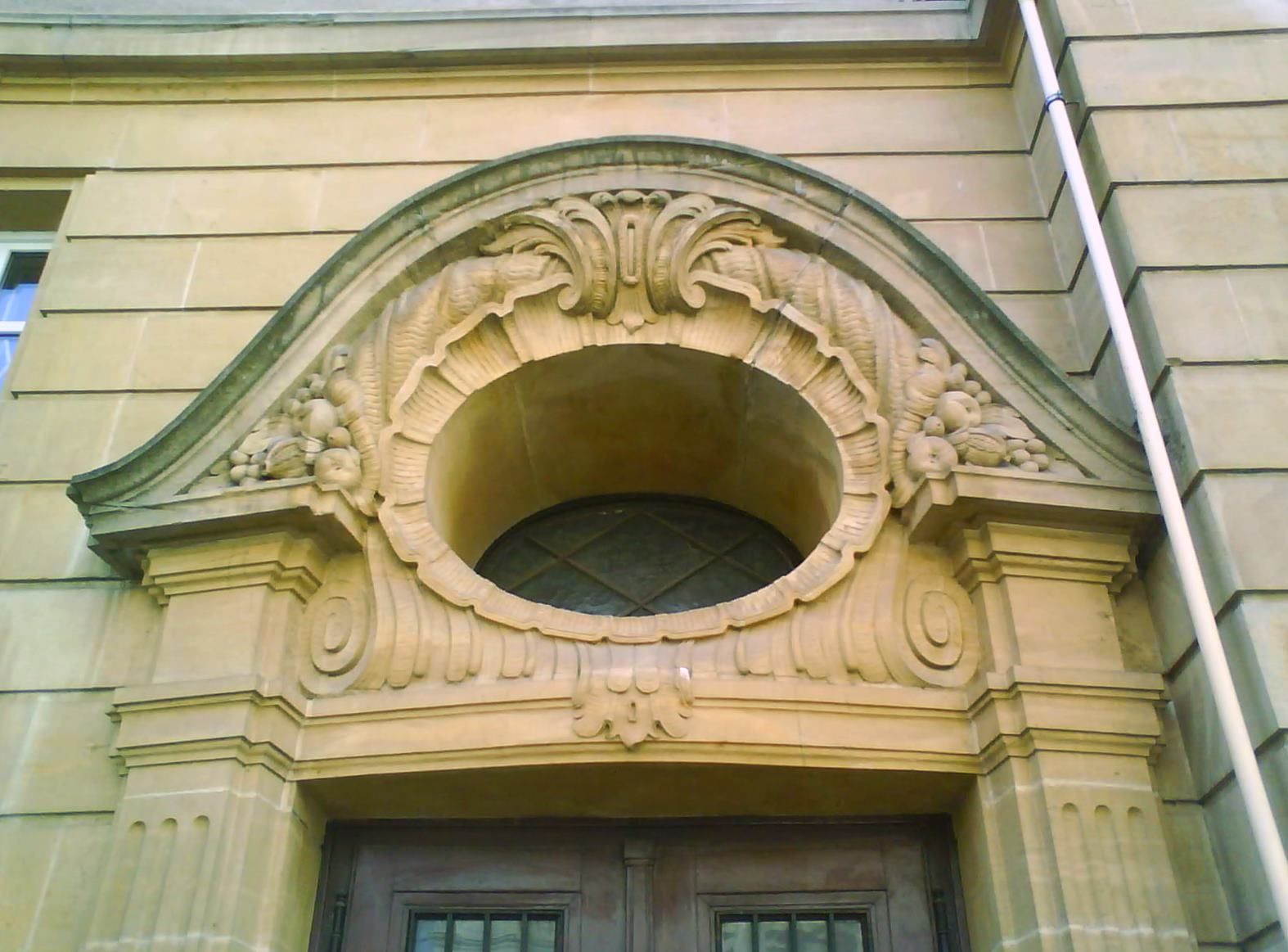
Détail de l’ornement de la porte